# Chronologie du futur lointain
La chronologie du futur lointain est une série d'évènements géologiques et astrophysiques susceptibles de survenir dans un futur très lointain, tels que la science peut les prévoir avec un certain degré de certitude, étant donné l'état actuel des connaissances.

## Généralités
Si les prédictions pour le futur ne sont pas toujours certaines, la compréhension scientifique actuelle de certains champs permet de tracer les grandes lignes de certains évènements à venir. Parmi ces disciplines, on trouve l'astrophysique, qui révèle comment les planètes et les étoiles se forment, interagissent et meurent, la physique des particules, qui indique comment la matière se comporte à petite échelle, et la géologie, qui renseigne sur l'évolution de la Terre au cours du temps.
Toutes les prédictions du futur de la Terre, du Système solaire et de l'Univers doivent prendre en compte le deuxième principe de la thermodynamique, qui établit que l'entropie augmente au cours du temps (c'est-à-dire que l'énergie disponible pour effectuer un travail utile diminue). Les étoiles épuiseront leurs réserves d'hydrogène et s'éteindront ; des rencontres stellaires éjecteront les planètes de leur système et les systèmes stellaires de leur galaxie. Au bout du compte, la matière elle-même subira l'influence de la radioactivité et même les matériaux les plus stables se dissocieront en particules subatomiques. Toutefois, comme les données actuelles suggèrent que l'Univers est plat et ne s'effondrera pas sur lui-même après un temps fini, un futur infini permet potentiellement à des évènements très improbables d'avoir lieu, comme la formation d'un cerveau de Boltzmann.
Les chronologies qui suivent débutent environ dans 8 000 ans et s'étendent jusqu'aux limites connues du temps futur. Certains évènements futurs alternatifs sont référencés pour tenir compte de questions pas encore résolues, comme la survie de l'espèce humaine, la disparition de la biosphère sur Terre, l'éventualité de la destruction de la Terre par l'expansion du Soleil en une géante rouge, ou la stabilité du proton, garantie de celle de la matière.

## Chronologies

### Légende
La première colonne de chaque tableau indique à quel thème général se rapporte l'évènement évoqué.
|                             | Thème                       |
| --------------------------- | --------------------------- |
| Astronomie et astrophysique | Astronomie et astrophysique |
| Géologie et planétologie    | Géologie et planétologie    |
| Physique des particules     | Physique des particules     |
| Mathématiques               | Mathématiques               |
| Culture et Technologie      | Culture et Technologie      |

### Futur de la Terre, du Système solaire et de l'Univers
Les trois théories (principales) du destin de l'Univers, plus une quatrième possibilité, sont[réf. nécessaire] :
- Big Crunch : effondrement, au moins 100 milliards d'années, mais jugé peu probable depuis les années 2000 ;
- mort thermique de l'Univers : refroidissement, au moins 1014 années avant que les dernières étoiles ne s'éteignent ;
- grand déchirement : déchirure, 20 milliards d'années selon certains modèles ; mais ne devrait pas se produire selon sa forme la plus sévère ;
- faux vide : transition, 10139 années pour que l'hypothétique faux vide de l'Univers actuel fasse sa transition vers un vide de potentiel énergétique inférieur, déclenchant une nouvelle inflation et un changement de la physique des particules subatomiques.

|                             | Distance (années)                            | Évènements |
| --------------------------- | -------------------------------------------- | --- |
| Astronomie et astrophysique | 10 000-15 000                                | La supergéante rouge Antarès peut exploser en supernova[réf. nécessaire]. |
| Astronomie et astrophysique | 36 000                                       | La naine rouge Ross 248 devient l'étoile la plus proche du Soleil, à environ 3,024 années-lumière. |
| Astronomie et astrophysique | 42 000                                       | Alpha Centauri redevient le système stellaire le plus proche du Soleil (plus précisément Proxima Centauri l'étoile la plus proche) après l'éloignement de Ross 248. |
| Géologie et planétologie    | 50 000                                       | L'actuelle période interglaciaire se termine, d'après les travaux de Berger et Loutre, renvoyant la Terre dans une nouvelle période glaciaire, en supposant limités les effets du réchauffement climatique. Les chutes du Niagara érodent les 32 km qui les séparent actuellement du lac Érié et cessent d'exister. |
| Astronomie et astrophysique | 50 000                                       | La longueur du jour solaire atteint 86 401 secondes, à cause des forces de marée lunaires freinant la rotation de la Terre. Selon le système actuel, une seconde intercalaire devrait être alors ajoutée aux horloges tous les jours. |
| Astronomie et astrophysique | 100 000                                      | Le mouvement propre des étoiles sur la sphère céleste, qui résulte de leur mouvement à travers la galaxie, rend méconnaissables la majeure partie des constellations actuelles. L'étoile hypergéante VY Canis Majoris a probablement explosé en hypernova. |
| Géologie et planétologie    | 100 000                                      | La Terre a probablement connu l'éruption d'un supervolcan produisant au moins 400 km3 de magma. |
| Géologie et planétologie    | 250 000                                      | Le Kamaʻehuakanaloa, le plus jeune volcan de la chaîne sous-marine Hawaï-Empereur, s'élève au-dessus de la surface de l'océan Pacifique et devient une nouvelle île volcanique. |
| Astronomie et astrophysique | 500 000                                      | La Terre a probablement été percutée par un astéroïde d'environ 1 km de diamètre, si aucune stratégie de déviation n'est mise en place. |
| Géologie et planétologie    | 1 million                                    | La Terre a probablement connu l'éruption d'un supervolcan produisant au moins 2 300 km3 de magma, un évènement comparable à celle du Toba, il y a 75 000 ans. |
| Astronomie et astrophysique | 1 million                                    | Limite maximale pour l'explosion de la supergéante rouge Bételgeuse en supernova. Cette explosion devrait être facilement visible en plein jour,. |
| Astronomie et astrophysique | 1,4 million                                  | L'étoile naine orange Gliese 710 (0,6 masse solaire) passe à 1,1 année-lumière (70 000 unités astronomiques) du Soleil avant de s'éloigner. Ce passage dans le nuage d'Oort pourrait perturber gravitationnellement les membres de ce nuage, un halo de corps glacés orbitant à la frontière du Système solaire, augmentant la probabilité d'un impact cométaire dans le Système solaire interne. |
| Astronomie et astrophysique | 8 millions                                   | La lune Phobos s'approche à moins de 7 000 km de Mars, sa limite de Roche ; les forces de marées devraient la désintégrer et la transformer en un anneau de débris continuant alors à spiraler vers la planète Mars. |
| Géologie et planétologie    | 10 millions                                  | La vallée du Grand Rift est envahie par la mer Rouge, créant un nouveau bassin océanique divisant l'Afrique. |
| Astronomie et astrophysique | 11 millions                                  | L'anneau de débris de Phobos autour de Mars atteint la surface de la planète. |
| Géologie et planétologie    | 50 millions                                  | La côte californienne commence sa subduction dans la fosse des Aléoutiennes, du fait du mouvement vers le nord le long de la faille de San Andreas. La collision de l'Afrique et de l'Eurasie ferme le bassin méditerranéen et crée une chaîne de montagnes similaire à l'Himalaya. |
| Astronomie et astrophysique | 100 millions                                 | La Terre a probablement été percutée par une météorite de taille comparable à celle ayant provoqué l'extinction Crétacé-Tertiaire il y a 66 millions d'années. |
| Mathématiques               | 230 millions                                 | Au-delà de cette date, la position des planètes du Système solaire sur leurs orbites, à partir de l'époque présente, est impossible à prévoir. |
| Astronomie et astrophysique | 240 millions                                 | Le Système solaire termine une révolution complète autour du centre galactique à partir de sa position actuelle. |
| Géologie et planétologie    | 250 millions                                 | Tous les continents terrestres pourraient fusionner en un nouveau supercontinent. Quatre configurations possibles ont été proposées : Amasie, Nouvelle Pangée, Pangée prochaine, et Aurica (en). |
| Astronomie et astrophysique | 500-600 millions                             | Un sursaut gamma, ou une supernova énorme, pourrait se produire à moins de 6 500 années-lumière de la Terre. C'est une distance suffisamment proche pour affecter la couche d'ozone et éventuellement déclencher une extinction massive, en supposant correcte l'hypothèse selon laquelle une explosion de ce genre a déclenché l'extinction de l'Ordovicien-Silurien. Toutefois, la supernova devrait nécessairement avoir une orientation très précise par rapport à la Terre pour avoir un effet néfaste dessus.  |
| Astronomie et astrophysique | 600 millions                                 | Les forces de marée ont suffisamment éloigné la Lune de la Terre pour que les éclipses solaires totales ne soient plus possibles. Toutes les éclipses solaires centrales seront alors annulaires. |
| Géologie et planétologie    | 800 millions                                 | L'atmosphère terrestre ne contient plus assez de dioxyde de carbone pour permettre la photosynthèse C4. La vie multicellulaire s'éteint. |
| Géologie et planétologie    | 1 milliard                                   | La luminosité solaire a augmenté de 10 %, la température moyenne à la surface de la Terre atteignant 47 °C. L'atmosphère devient une « serre humide », provoquant une évaporation instable des océans. Des poches d'eau pourraient être toujours présentes aux pôles, autorisant quelques refuges pour la vie,. |
| Géologie et planétologie    | 1,3 milliard                                 | La vie eucaryote s'éteint par manque de dioxyde de carbone. Seuls les procaryotes demeurent. |
| Géologie et planétologie    | 1,5–1,6 milliard                             | L'augmentation de la luminosité solaire provoque un déplacement de la zone habitable ; tandis que le dioxyde de carbone s'accroît dans l'atmosphère de Mars, sa température en surface augmente à des niveaux comparables à celle de la Terre pendant la glaciation,. |
| Géologie et planétologie    | 2,3 milliards                                | Le noyau externe terrestre se solidifie, si le noyau interne continue à croître à son rythme actuel d'1 mm par an,. Sans noyau externe liquide, le champ magnétique terrestre s'éteint. |
| Géologie et planétologie    | 2,8 milliards                                | La température à la surface de la Terre, même aux pôles, atteint en moyenne 147 °C. À ce niveau, la vie est réduite à des colonies unicellulaires dans des micro-environnements isolés et dispersés (lacs de haute altitude, cavernes souterraines) et s'éteint partout ailleurs,. |
| Astronomie et astrophysique | 3 milliards                                  | Durée médiane pour que la distance de la Lune à la Terre soit suffisante pour atténuer son effet stabilisateur sur l'inclinaison de l'axe terrestre. En conséquence, le mouvement des pôles terrestres devient chaotique. |
| Astronomie et astrophysique | 3,3 milliards                                | 1 % de chance pour que l'ellipticité de l'orbite de Mercure devienne tellement élevée qu'elle entre en collision avec Vénus, provoquant le chaos dans le Système solaire interne et conduisant potentiellement à une collision planétaire avec la Terre. |
| Géologie et planétologie    | 3,5 milliards                                | Les conditions à la surface de la Terre sont comparables à celles de Vénus actuellement. |
| Astronomie et astrophysique | 3,6 milliards                                | La lune Triton traverse la limite de Roche de Neptune, se désintégrant potentiellement en un système d'anneaux planétaires similaire à celui de Saturne. |
| Astronomie et astrophysique | 4 milliards                                  | Durée médiane pour une collision entre la galaxie d'Andromède et la Voie lactée, conduisant à une fusion des deux galaxies. Du fait des immenses distances entre les étoiles, le Système solaire ne devrait pas être affecté par cette collision. |
| Astronomie et astrophysique | 5,4 milliards                                | Après avoir épuisé ses réserves d'hydrogène dans son noyau, le Soleil quitte la séquence principale et commence son évolution en géante rouge. |
| Astronomie et astrophysique | 7,5 milliards                                | La Terre et Mars pourraient être en rotation synchrone avec le Soleil. |
| Astronomie et astrophysique | 7,9 milliards                                | Le Soleil atteint le sommet de la branche des géantes rouges, d'un rayon maximal 256 fois supérieur à son rayon actuel. Mercure, Vénus et peut-être la Terre sont détruites. Pendant cette période, il est possible que Titan, la principale lune de Saturne, puisse atteindre une température de surface compatible avec la présence de vie. |
| Astronomie et astrophysique | 8 milliards                                  | Le Soleil devient une naine blanche carbone-oxygène d'une masse égale à 54,05 % de sa masse actuelle,. |
| Astronomie et astrophysique | 14,4 milliards                               | Le Soleil devient une naine noire tandis que sa luminosité tombe en dessous de trois milliardièmes de son niveau actuel et sa température descend à 2 000 °C, la rendant invisible à l'œil humain. |
| Astronomie et astrophysique | 20 milliards                                 | Fin de l'Univers dans le cas d'un scénario de type Grand déchirement. Les observations des vitesses de groupes de galaxies par Chandra suggèrent que ceci ne devrait pas se produire. |
| Astronomie et astrophysique | 50 milliards                                 | En supposant qu'elles survivent à l'expansion solaire, la Terre et la Lune sont en rotation synchrone, chacune présentant toujours la même face à l'autre,. Par suite, les forces de marée du Soleil vampirisent une partie du moment cinétique du système, provoquant un raccourcissement de l'orbite de la Lune et une accélération de la rotation de la Terre. |
| Astronomie et astrophysique | 100 milliards                                | L'accélération de l'expansion de l'Univers conduit toutes les galaxies en dehors du Groupe local à disparaître au-delà de l'univers observable. |
| Astronomie et astrophysique | 150 milliards                                | Le fond diffus cosmologique refroidit à −272,85 °C (au lieu des −270,45 °C actuellement), le rendant indétectable avec les technologies actuelles. |
| Astronomie et astrophysique | 450 milliards                                | Durée médiane pour que la cinquantaine de galaxies du Groupe local fusionnent en une seule galaxie. |
| Astronomie et astrophysique | 800 milliards                                | La luminosité totale de la galaxie résultante commence à décliner, tandis que les étoiles naines rouges traversent leur étape « naine bleue » de luminosité maximale. |
| Astronomie et astrophysique | 1012 (1 billion)                             | Estimation basse pour la fin de la naissance des étoiles dans les galaxies, celles-ci ne comportant plus de nuages de gaz permettant leur formation. L'expansion de l'Univers, en supposant une densité d'énergie sombre constante, multiplie la longueur d'onde du fonds diffus cosmologique par 1029, dépassant l'échelle de l'horizon cosmique et rendant cette preuve du Big Bang indétectable. Cependant, il est toujours possible de constater l'expansion de l'Univers par étude de la cinématique stellaire. |
| Astronomie et astrophysique | 3 × 1013 (30 billions)                       | Durée estimée pour que le Soleil passe très près d'une autre étoile. Quand deux étoiles (ou rémanents d'étoile) passent près l'une de l'autre, les orbites de leurs planètes sont perturbées, ce qui peut les éjecter définitivement des systèmes. En moyenne, plus une planète orbite proche de son étoile, plus il se passe du temps avant qu'une telle éjection se produise. |
| Astronomie et astrophysique | 1014 (100 billions)                          | Estimation haute pour la fin de la naissance des étoiles dans les galaxies. Cette date marque la transition vers l'ère dégénérée ; l'hydrogène n'est plus disponible pour former de nouvelles étoiles et celles qui existent épuisent leur combustible puis s'éteignent. |
| Astronomie et astrophysique | 1,2 × 1014 (120 billions)                    | Toutes les étoiles de l'Univers ont épuisé leur combustible (les étoiles les plus durables, les naines rouges à faible masse, ont une durée de vie entre 10 et 20 billions d'années). Après ce point, les seuls objets de masse stellaire restants sont des rémanents stellaires (naines blanches, étoiles à neutrons et trous noirs). Les naines brunes subsistent également. |
| Astronomie et astrophysique | 1015 (1 billiard)                            | Des rencontres stellaires rapprochées ont fini par éjecter toutes les planètes hors du Système solaire. Le Soleil s'est refroidi à 5 K au-dessus du zéro absolu. |
| Astronomie et astrophysique | 1019 à 1020                                  | Toutes les naines brunes et les rémanents stellaires ont été éjectés des galaxies. Lorsque deux objets passent à proximité l'un de l'autre, ils échangent de l'énergie orbitale, les objets de moindre masse ayant tendance à gagner de l'énergie. Après des rencontres répétées, les objets de faible masse peuvent en obtenir suffisamment pour être éjectés de leur galaxie,. |
| Astronomie et astrophysique | 1020                                         | L'orbite terrestre arrive à son effondrement final par émission d'ondes gravitationnelles, si elle n'a été ni engloutie par le Soleil,, ni éjectée lors d'une rencontre stellaire. |
| Physique des particules     | 2 × 1036                                     | Tous les nucléons de l'Univers observable se désintègrent, si la demi-vie du proton prend sa plus petite valeur possible (8,2 × 1033 années),. |
| Physique des particules     | 3 × 1043                                     | Tous les nucléons de l'Univers observable se désintègrent, si la demi-vie du proton prend sa plus grande valeur possible (1041 années), en supposant que le Big Bang a subi une inflation et que le même procédé qui a permis à la matière de prédominer sur l'antimatière conduit le proton à se désintégrer,. Si tel est le cas, l'ère des trous noirs débute là où ceux-ci sont les derniers objets célestes,. |
| Physique des particules     | 1065                                         | En supposant que le proton ne se désintègre pas, tous les objets rigides, comme les roches, ont réarrangé leurs atomes et leurs molécules par effet tunnel. À cette échelle de temps, toute matière est liquide. |
| Physique des particules     | 1,7 × 10106                                  | Estimation du temps nécessaire à un trou noir supermassif d'une masse de 20 billions de masses solaires pour s'évaporer par rayonnement de Hawking. Cela marque la fin de l'ère des trous noirs. Après cette époque, si le proton se désintègre, l'Univers entre dans l'ère sombre, où tous les objets physiques se sont désintégrés en particules subatomiques, atteignant peu à peu leur état d'énergie final,. |
| Physique des particules     | 10139                                        | Estimation de la durée de vie du modèle standard avant l'effondrement d'un faux vide. L'intervalle de confiance à 95 % est de 1058 à 10241 ans, en partie à cause de l'incertitude concernant la masse du quark top. |
| Physique des particules     | 10200                                        | Tous les nucléons de l'univers observable se sont désintégrés, si ce n'est par le processus ci-dessus, par l'un des nombreux mécanismes possibles dans la physique des particules moderne (processus de non-conservation du baryon d'ordre supérieur, trous noirs virtuels, etc.) sur des échelles de temps de 1046 à 10200 ans. |
| Physique des particules     | 101500                                       | Si le proton ne se désintègre pas, tous les baryons soit ont fusionné pour former du fer 56, soit se sont désintégrés en fer 56 depuis un élément de masse supérieure. |
| Astronomie et astrophysique | {\displaystyle 10^{10^{26}}}                 | Estimation basse du temps nécessaire pour que toute matière s'effondre en trou noir, en supposant le proton stable. |
| Physique des particules     | {\displaystyle 10^{10^{50}}}                 | Estimation du temps nécessaire pour qu'un cerveau de Boltzmann apparaisse dans le vide par réduction spontanée d'entropie. |
| Astronomie et astrophysique | {\displaystyle 10^{10^{76}}}                 | Estimation haute du temps nécessaire pour que toute matière s'effondre en trou noir, en supposant le proton stable. |
| Physique des particules     | {\displaystyle 10^{10^{120}}}                | Estimation haute du temps nécessaire à l'Univers pour atteindre son état d'énergie final. |
| Physique des particules     | {\displaystyle 10^{10^{10^{56}}}}            | Estimation du temps nécessaire pour que des fluctuations quantiques aléatoires génèrent un nouveau Big Bang, selon Caroll et Chen. |
| Mathématiques               | {\displaystyle 10^{10^{10^{76,66}}}}         | Échelle de temps du théorème de récurrence de Poincaré pour l'état quantique d'une boite hypothétique contenant un trou noir stellaire isolé, en supposant un modèle statistique sujet à la récurrence de Poincaré[incompréhensible]. |
| Mathématiques               | {\displaystyle 10^{10^{10^{10^{2,08}}}}}     | Échelle de la durée de récurrence de Poincaré pour l'état quantique d'une boite hypothétique contenant un trou noir d'une masse égale à celle de la totalité de l'Univers observable[incompréhensible]. |
| Mathématiques               | {\displaystyle 10^{10^{10^{10^{10^{1,1}}}}}} | Échelle de la durée de récurrence de Poincaré pour l'état quantique d'une boite hypothétique contenant un trou noir d'une masse égale à celle de la totalité de l'Univers, observable ou non, en supposant le modèle inflationnaire chaotique de Linde avec un inflaton d'une masse de 10−6 masse de Planck[incompréhensible]. |

### Évènements astronomiques
Le tableau suivant recense quelques évènements astronomiques extrêmement rares ou remarquables à partir de l'an 10001.
|                             | Distance (années) | Date                  | Évènements |
| --------------------------- | ----------------- | --------------------- | --- |
| Astronomie et astrophysique | 8 638             | 20 août 10 663        | Éclipse solaire et transit de Mercure simultanés. |
| Astronomie et astrophysique | 8 695             | 10 720                | Mercure et Vénus traversent l'écliptique au même moment. |
| Astronomie et astrophysique | 8 875             | 10 900                | La précession des équinoxes conduit Deneb, devenue l'étoile polaire, à son minimum de distance angulaire avec le pôle Nord céleste. |
| Astronomie et astrophysique | 9 243             | 25 août 11 268        | Éclipse solaire et transit de Mercure simultanés. |
| Astronomie et astrophysique | 9 550             | 28 février 11 575     | Éclipse solaire et transit de Mercure simultanés. |
| Astronomie et astrophysique | 11 400            | 17 septembre 13 425   | Transits quasi simultanés de Vénus et de Mercure. |
| Astronomie et astrophysique | 12 000 à 13 000   | Vers 14 500           | La précession des équinoxes conduit Véga à devenir l'étoile polaire boréale,. |
| Astronomie et astrophysique | ~ 13 000          | Vers 15 000           | À la moitié d'un cycle de précession, l'inclinaison de l'axe terrestre est renversé, et l'été et l'hiver se produisent à des côtés opposés de l'orbite terrestre actuelle. Les saisons de l'hémisphère nord, qui connaît déjà des variations saisonnières plus prononcées du fait d'un plus grand pourcentage de terres émergées, sont plus accentuées, l'hémisphère faisant face au Soleil au périhélie et lui tournant le dos à l'aphélie. |
| Astronomie et astrophysique | 13 207            | 5 avril 15 232        | Éclipse solaire totale et transit de Vénus simultanés. |
| Astronomie et astrophysique | 13 765            | 20 avril 15 790       | Éclipse solaire annulaire et transit de Mercure simultanés. |
| Astronomie et astrophysique | ~ 27 000          | Vers 29 000           | L'excentricité orbitale terrestre atteint un minimum de 0,00236 (elle est actuellement de 0,01671),. |
| Astronomie et astrophysique | 36 147            | Octobre 38 172        | Transit d'Uranus depuis Neptune, le plus rare de tous les transits planétaires,. |
| Astronomie et astrophysique | 64 245            | 66 270                | Sirius devient l'étoile polaire australe à 1,6° du pôle Sud céleste, dû à la combinaison de la précession et de son mouvement propre. |
| Astronomie et astrophysique | 65 148            | 67 173                | Mercure et Vénus traversent l'écliptique au même moment. |
| Astronomie et astrophysique | 67 138            | 26 juillet 69 163     | Transit simultané de Vénus et Mercure. |
| Astronomie et astrophysique | 91 805            | 93 830                | Sirius devient une nouvelle fois l'étoile polaire australe, mais à 2,3° du pôle Sud céleste. |
| Astronomie et astrophysique | 222 483           | 27 et 28 mars 224 508 | Transit successif de Vénus, puis Mercure. |
| Astronomie et astrophysique | 569 716           | 571 741               | Transit simultané de Vénus et de la Terre depuis Mars. |

### Projections calendaires
Quelques évènements calendaires remarquables prévus concernant certains calendriers actuels.
|               | Distance (années) | Date            | Évènements |
| ------------- | ----------------- | --------------- | --- |
| Mathématiques | ~ 10 000          | Vers 12 000     | Le calendrier grégorien est en décalage d'une dizaine de jours avec la position du Soleil dans le ciel, ce qui est comparable au décalage qu'avait l'ancien calendrier julien lors de l'introduction du nouveau calendrier.                                                                                            |
| Mathématiques | 18 849            | 20 874          | Le calendrier hégirien (lunaire) et le calendrier grégorien (solaire) affichent simultanément le même millésime (annuel) pour la seule fois de l'Histoire et sont parfaitement concordants le 1er mai de cette année. Après cette date, le calendrier hégirien, plus court, dépasse lentement le calendrier grégorien. |
| Mathématiques | 46 876            | 1er mars 48 901 | Le calendrier julien (365,25 jours) et le calendrier grégorien (365,2425 jours) ont une année complète d'écart,. |

### Exploration spatiale
Depuis 2006, cinq sondes spatiales (Voyagers 1 et 2, Pioneers 10 et 11 et New Horizons) sont lancées sur une trajectoire les conduisant au-delà du Système solaire et dans l'espace interstellaire. À moins d'une collision, peu probable, ces sondes devraient continuer indéfiniment.
|                             | Distance (années) | Évènement |
| --------------------------- | ----------------- | --- |
| Astronomie et astrophysique | 10 000            | Pioneer 10 passe à 3,8 années-lumière de l'étoile de Barnard. |
| Astronomie et astrophysique | 25 000            | Le message d'Arecibo, émis le 16 novembre 1974, atteint sa destination, l'amas d'Hercule. Il s'agit de l'unique message radio délibérément émis vers une région aussi lointaine de la Galaxie. En supposant qu'un mode de communication similaire soit employé, une réponse éventuelle prendrait aussi longtemps à atteindre la Terre. |
| Astronomie et astrophysique | 32 000            | Pioneer 10 passe à moins de 3 années-lumière de Ross 248. |
| Astronomie et astrophysique | 40 000            | Voyager 1 passe à 1,6 année-lumière de Gliese 445, une étoile de la constellation de la Girafe. |
| Astronomie et astrophysique | 50 000            | La capsule temporelle du satellite KEO, si elle est lancée, rentre dans l'atmosphère terrestre. |
| Astronomie et astrophysique | 296 000           | Voyager 2 passe à 4,3 années-lumière de Sirius. |
| Astronomie et astrophysique | 2 millions        | Pioneer 10 passe près d'Aldébaran. |
| Astronomie et astrophysique | 4 millions        | Pioneer 11 passe près de l'étoile Lambda Aquilae de la constellation de l'Aigle. |
| Astronomie et astrophysique | 8 millions        | Les orbites des satellites LAGEOS s'effondrent et ceux-ci pénètrent dans l'atmosphère terrestre, transportant avec eux un message à l'intention des descendants éventuels de l'humanité, ainsi qu'une carte des continents tels qu'on suppose qu'ils devraient apparaître à cette époque-là.                                           |
| ?                           | ~ 1 milliard      | Durée de vie estimée des deux Voyager Golden Record, avant que les informations stockées ne soient rendues irrécupérables. |

### Culture et technologie
|                        | Distance (années)   | Évènement |
| ---------------------- | ------------------- | --- |
| Culture et Technologie | 10 000              | Durée de vie estimée de plusieurs projets en cours de la Long Now Foundation, comme la Clock of the Long Now, le Rosetta Project et le Long Bet Project. |
| Mathématiques          | 10 000              | Fin de l'humanité, selon le controversé argument de l'apocalypse de Brandon Carter, qui suppose que la moitié des humains qui vivront sont déjà nés.     |
| technology et culture  | 100 000 – 1 million | Selon Michio Kaku, temps qu'il faudra à l'humanité pour devenir une civilisation de type III, capable de disposer de toute l'énergie de la Galaxie.      |
| Culture et Technologie | 5–50 millions       | Temps permettant à toute la Galaxie d'être colonisée, même à des vitesses inférieures à celle de la lumière.                                             |